# Балошани (Горж)
Балошани (рум. Baloșani) насеље је у Румунији у округу Горж у општини Стежари. Oпштина се налази на надморској висини од 208 m.

## Становништво
Према подацима из 2002. године у насељу је живело 632 становника, од којих су сви румунске националности.